# La Punilla
La Punilla är en ort i Argentina.   Den ligger i provinsen San Luis, i den centrala delen av landet, 600 km väster om huvudstaden Buenos Aires. La Punilla ligger 957 meter över havet och antalet invånare är 192.
Terrängen runt La Punilla är huvudsakligen platt, men österut är den kuperad. Terrängen runt La Punilla sluttar söderut. Runt La Punilla är det glesbefolkat, med 11 invånare per kvadratkilometer.. Närmaste större samhälle är Achiras, 9,1 km öster om La Punilla.
Trakten runt La Punilla består i huvudsak av gräsmarker.